# الدروشا
بلدة الدروشا أو الدروشة بلدة سورية تابعة لمنطقة قطنا في محافظة ريف دمشق، سوريا. تقع جنوب ناحية عرطوز على في الجهة الشرقية للشارع الرئيسي الواصل بين ناحيتي عرطوز وسعسع. ترتفع البلدة 789 م عن سطح البحر.
تحدها بلدة البويضة ومخيم خان الشيح من الجهة الجنوبية.
يبلغ تعداد سكان البلدة 6,091 حسب إحصاء 2004 م.